# 구세주의
구세주의(救世主義, 영어: messianism)는 구세 또는 구속해줄 구세주에 대한 신앙이다. 구세주의는 아브라함 종교에서 비롯되었으나 다른 대부분의 종교도 구세주의 개념을 가지고 있다. 구세주의 종교에는 유대교의 메시아, 기독교의 그리스도, 이슬람의 마흐디와 이사(예수의 아랍명), 불교의 미륵보살, 힌두교의 칼키와 조로아스터교의 사오쉬안트 등이 있다. 유대교의 메시아는 다윗의 족속으로 임하는 유대의 왕이며 유대민족의 구속자다. 기독교에서 메시아인 예수는 구원자이며 구속자다. 이슬람에서 예수는 예언자이며 유대인의 메시아다. 

## 같이 보기
- 묵시
- 마지막 날
- 메시아 주장자 목록
- 메시아 콤플렉스
- 메시아 시대
- 미륵 (공유 시합)
- 천희년주의
- 키야마
- 유럽의 그리스도
- 세바스치앙주의
- 제오제국

## 참고 문헌
- Millenarianism and Messianism in Early Modern Culture (4 voll.), Dordrecht: Kluwer.
- Vol. 1: Goldish, Matt and Popkin, Richard H. (eds.). Jewish Messianism in the Early Modern World, 2001.
- Vol. 2: Kottmnan, Karl (eds.). Catholic Millenarianism: From Savonarola to the Abbè Grégoire, 2001.
- Vol. 3: Force, James E. and Popkin, Richard H. (eds.). The Millenarian Turn: Millenarian Contexts of Science,  Politics and Everyday Anglo-American Life in the Seventeenth and Eighteenth Centuries, 2001.
- Vol. 4: Laursen, John Christian and Popkin, Richard H. (eds.). Continental Millenarians: Protestants, Catholics, Heretics, 2001.
- Bockmuehl, Markus and Paget, James Carleton Paget (eds.), Redemption and Resistance. The Messianic Hopes of Jews and Christians in Antiquity London, New York: T & T Clark, 2009.
- Ide, Moshe, Messianic Mystics, New Haven: Yale University Press, 1998.
- Kavka, Martin, Jewish Messianism and the History of Philosophy, Cambridge: Cambridge University Press, 2004.
- Desroches, Henri, Dieux d'hommes. Dictionnaire des messianismes et millénarismes de l'ère chrétienne, The Hague: Mouton, 1969.
- Saperstein, Marc (ed.), Essential Papers on Messianic Movements and Personalities in Jewish History, NY: New York University Press, 1992.